# Edoardo Artistico
Edoardo Artistico, detto Ciccio (Roma, 16 giugno 1969), è un ex calciatore italiano, di ruolo attaccante.
Ha segnato reti in tutte le categorie in cui è stato impiegato, dalla Serie A alla Serie D.

## Biografia
Originario di Napoli e nato a Trastevere, è fratello maggiore di Mario e zio di Gabriele, anch'essi calciatori.

## Caratteristiche tecniche
Centravanti mobile, forte fisicamente e abile nel gioco aereo, era dotato di una limitata tecnica individuale.

## Carriera
Dopo gli esordi giovanili con la Maestrelli di Portonaccio e con la Lazio (Giovanissimi), nel 1986 si accasa al Cynthia di Genzano. L'anno successivo viene acquistato dal Lanerossi Vicenza, che lo cede in prestito alla Primavera della Roma e poi per due stagioni in Serie C1 al Frosinone e al Perugia. Mentre veste la maglia dei Grifoni gioca con la Top Umbria (una selezione dei calciatori di Perugia, Ternana e Gubbio) un'amichevole contro la nazionale brasiliana in preparazione al campionato del mondo 1990: la partita viene vinta a sorpresa dalla selezione umbra proprio con un gol di Artistico. Nel 1990 rientra al Vicenza, con cui realizza 21 reti in poco più di due stagioni sempre in Serie C1.
Nell'autunno 1992 sale per la prima volta in Serie B, acquistato dal Monza. Schierato in coppia con Anselmo Robbiati, contribuisce con 8 reti alla salvezza dei brianzoli nel campionato 1992-1993; viene riconfermato anche per la stagione successiva, chiusa dai biancorossi all'ultimo posto, e mette a segno 4 reti. Rimane comunque in cadetteria vestendo le maglie di Pescara (per pochi mesi all'inizio del campionato 1994-1995) e poi Ancona. Con i dorici disputa la sua migliore stagione in termini realizzativi, con 20 gol in 34 presenze, non sufficienti a evitare la retrocessione in Serie C1.

Artistico (accosciato, secondo da destra) al Perugia nel 1996

Nel 1996 torna al Perugia, nel frattempo promosso in Serie A. Debutta nella massima serie il 24 novembre 1996, nella vittoria interna sul Verona, realizzando il terzo gol degli umbri; tuttavia non si integra nel modulo di gioco di Giovanni Galeone, che non lo vede come titolare, e nel dicembre 1996 si trasferisce alla Salernitana in Serie B. Dopo una prima stagione altalenante le prestazioni migliorano con l'arrivo di Delio Rossi che lo schiera come punta centrale per aprire spazi a Marco Di Vaio; i due formano una prolifica coppia d'attacco (33 reti complessive) vincendo il campionato di Serie B 1997-1998.
Nell'estate 1998, non rientrando nei piani tecnici dei campani dopo la promozione, viene acquistato dal Torino per 4 miliardi di lire per fare coppia con Marco Ferrante (già suo compagno di squadra a Salerno). Con i granata festeggerà nuovamente la promozione in Serie A, a cui contribuisce con 8 reti in 26 partite disputate nonostante problemi di compatibilità tattica con Ferrante, che lo portano spesso in panchina. Nelle due stagioni successive il suo rendimento è pesantemente condizionato da intemperanze caratteriali e da una serie di infortuni al tendine d'Achille e al tallone, che richiedono due operazioni chirurgiche e uno stop di 14 mesi, dal dicembre 1999 al febbraio 2001. Rientrato in squadra per gli ultimi mesi del campionato 2000-2001, contribuisce alla sua terza promozione personale in Serie A con 6 reti in 13 partite, tra cui quella decisiva sul campo del Pescara. Ciononostante, non gli viene rinnovato il contratto e a fine stagione rimane svincolato.
Per il campionato 2001-2002 resta tra i cadetti con il Crotone di Antonio Cabrini. La stagione è negativa per la squadra, e nel gennaio 2002 il nuovo allenatore Giuseppe Materazzi lo mette fuori rosa insieme ad altri compagni. Passa quindi in prestito al Napoli, dove è poco impiegato anche a causa di un infortunio al menisco. A fine stagione ritorna al Crotone per il campionato di Serie C1 2002-2003, nel quale riprende a giocare e segnare con regolarità (16 reti in 27 partite). A causa del mancato raggiungimento dei playoff e della successiva contestazione dei tifosi, tuttavia, rescinde il contratto in anticipo sul termine della stagione agonistica.
Viene quindi ingaggiato dalla Pistoiese, sempre in Serie C1, dove trova come allenatore il suo ex compagno al Torino Massimo Ficcadenti. Resta in Toscana per una stagione e mezza, fino al gennaio 2005, quando viene ingaggiato dall'Hellas Verona, su indicazione di Ficcadenti, come riserva del centravanti titolare Erjon Bogdani. Chiude la carriera nel 2006 con 6 presenze nel Latina, in Serie C2.

## Palmarès

### Competizioni nazionali
- Campionato italiano di Serie B: 2

Salernitana: 1997-1998
Torino: 2000-2001